# Posada (gmina Wierzbinek)
Posada, wieś w Polsce położona w województwie wielkopolskim, w powiecie konińskim, w gminie Wierzbinek, przy drodze powiatowej nr 314 Wierzbinek – Posada. Miejscowość jest siedzibą sołectwa Posada. Liczy około 60 mieszkańców.
W latach 1975–1998 miejscowość należała administracyjnie do województwa konińskiego. Na północ od Posady znajduje się złoże piasku "Julianowo" o zasobności 5000 ton. Jego eksploatacja została zakończona w roku 1998. W gminnej ewidencji zabytków ujęty jest gliniany dom z drugiej połowy XIX wieku.